# Kommandierender General der Flakausbildung
Der Kommandierende General der Flakausbildung oder auch General der Flak-Ausbildung war eine Dienststelle der deutschen Luftwaffe während des Zweiten Weltkrieges auf Korpsebene. Die Aufstellung erfolgte am 28. März 1945. Am 8. Mai 1945 wurde die Dienststelle abgewickelt. Einziger Kommandierender General war der General der Flakartillerie Walther von Axthelm mit Gefechtsstand in Weimar. Dem aufgestellten Generalstab unterstand der Befehlshaber der Ersatzluftwaffe, welcher die Funktion des Oberbefehlshabers der Luftflotte 10 innehatte. Unterstellt waren ihm die Flakschul-Division, die Flak-Ersatz-Division sowie die Fliegerziel-Division.
Nach der Spaltung des Deutschen Reiches infolge des alliierten Vormarsches in einen nördlichen und einen südlichen Kampfraum wurde der Gefechtsstand zunächst nach München und später nach Schongau verlegt. In den letzten Tagen des Krieges lag er dann in Chieming, wo der Stab in alliierte Kriegsgefangenschaft geriet.